# 氷川天満神社
氷川天満神社（ひかわてんまんじんじゃ）とは埼玉県桶川市にある神社。全国の天満宮の一つであり、氷川神社の分社の一つでもある。

## 概要

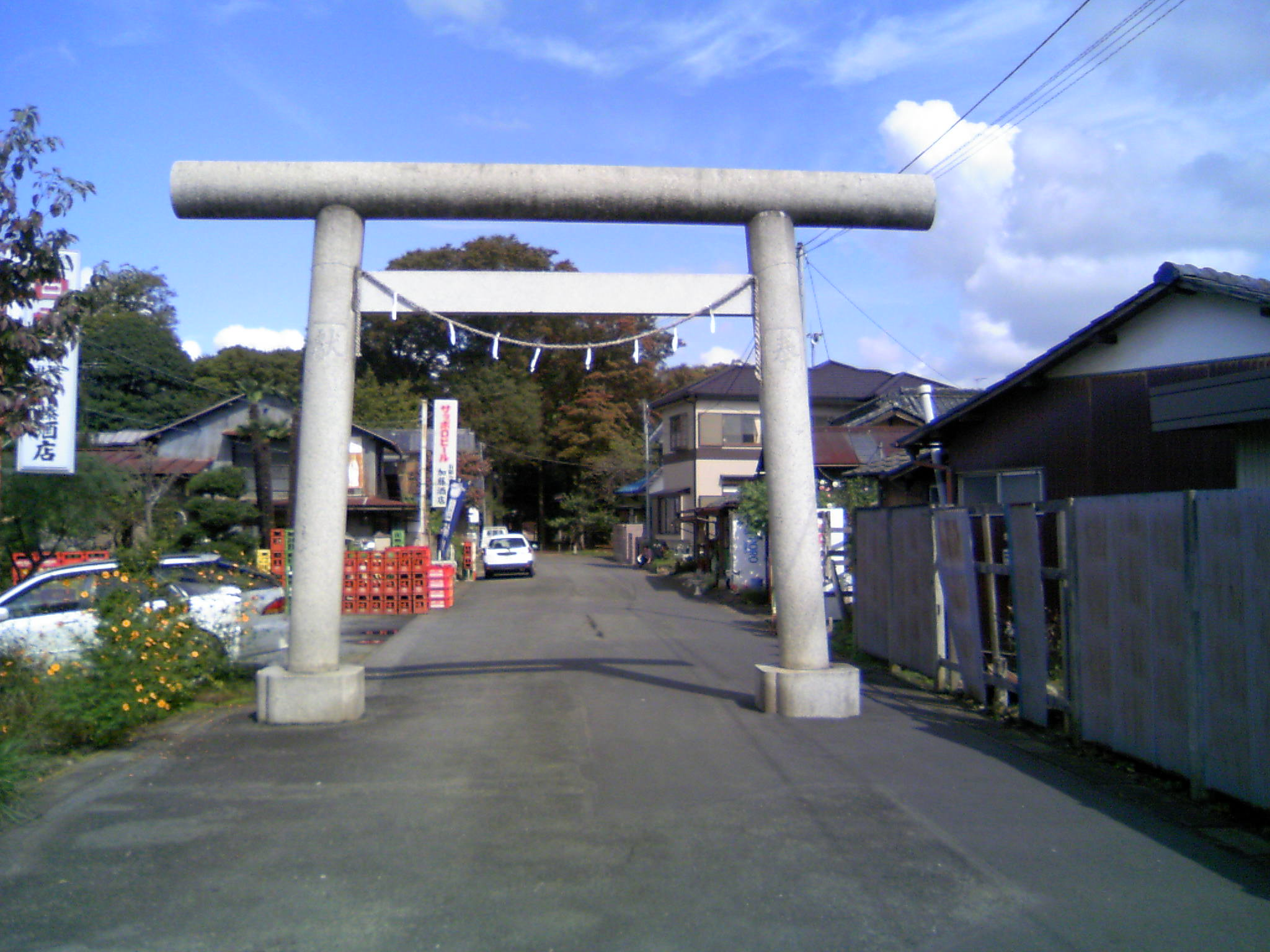
南側の参道

桶川市加納字天神（古くは加納村）の鎮守である。祭神は歴史的な経緯から天満宮の菅原道真と氷川神社の須佐之男命などが合祀されている。参道は南と東の二つあり南側は中山道から続く天神道とつながっている。東側の参道は狛犬などがあり、より参道らしさを感じる。境内には本殿の他に神楽殿、御札所、手水舎などの他にぶらんこやすべり台、鉄棒などがあり、子供が遊ぶこともできる
また宮司は「神主」と呼ばれるのが一般的という。
同市内の稲荷神社ほどの大きさではないがここにも力石がある。

## 名称
かつては菅原道真を祭る天満宮の一つとして加納天満宮という名前であり、当時の上加納村の鎮守であった。1868年に上加納村と下加納村が合併した際に下加納村の鎮守の氷川神社をこの神社に合社したことから氷川天満神社という特異な名称となった。現在でも加納天満宮と呼ばれることがあり、その一つとしてこの神社の最寄りの桶川市内循環バスのバス停が加納天満宮入口となっていることが挙げられる。
そのほか菅原道真の通称である天神に地名を冠した加納天神の他、地元では単に天神様、天神と呼ばれることもある。

## 歴史
平安時代の貞観11年（869年）の創建と伝えられている。古くから近隣の人々に知られ、信仰されてきた。
江戸時代には木曾街道道懐宝図鑑に掲載され、参拝者が後を絶たなかった。また境内の井戸の水で作った薬湯は多くの病気に効くといわれていたことから中山道を通る旅人が疲れを癒すために訪れたという。桶川宿から天神道と呼ばれる道がありその道を通って加納天神に参拝する人がいた。右の絵は中山道六十九次を描いたうちの桶川宿のものである。この絵には旅人が地元の住人に加納天神への道を尋ねている様子が描かれている。現在は宿場跡、氷川天満神社ともに同一の市域内にあるがこの当時は神社のある地域は加納村であった。しかし桶川、加納ともに近隣の村であったことから関係が深く、このことが何世紀も後の桶川町と加納村の合併につながっているのである。
明治に入ると加納天満宮と氷川神社の合祀をもって両方の名前をとった氷川天満神社となった。

## 文化財
- 加納天満宮木製の額:真言宗智山派の寺院である光照寺で修行をしていた梵語学者の音利房盛典（おんりぼうせいでん）が奉納したと伝えられている神社の額があり、桶川市指定有形文化財となっている。公開はされていない。
- 天神道の道しるべ:桶川市指定有形民俗文化財。境内ではなく途中の道端にある。

## 現在の様子

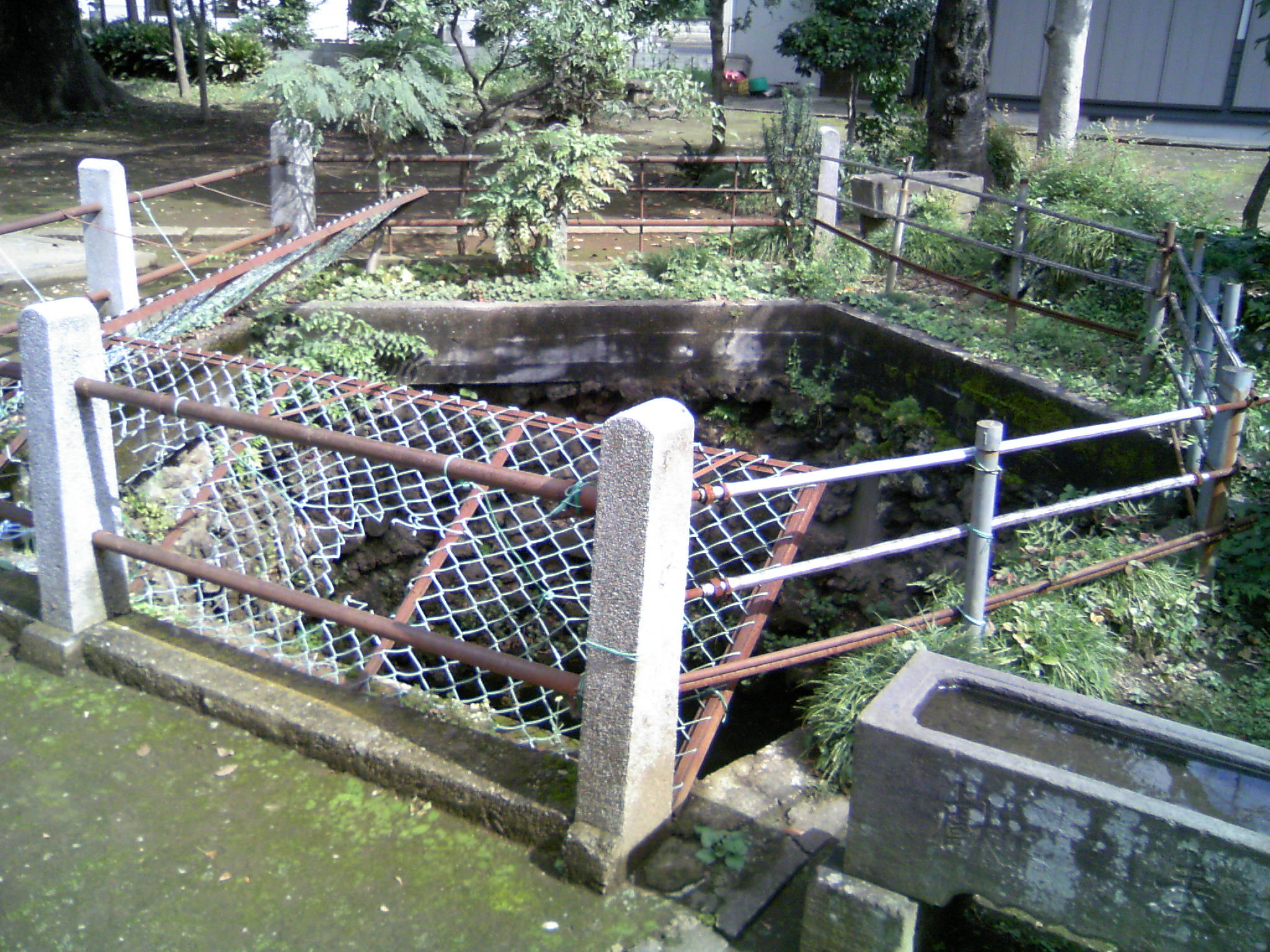
井戸

学問の神様である菅原道真を祀っていることから、今日の受験競争の中で特に初詣では受験生が祈願し、絵馬に目標を書く様子が見られる。そのためか初詣の参拝者は以前より増加しているという。また、桶川市の観光協会やJR東日本が主催する散歩やハイキングの企画において桶川市の東側を歩く場合、ほぼこの神社がコースに入っている。
薬湯に使われた井戸は現在はその機能を果たしておらず、鯉などが放されている。そのため池と見てもかまわないという。またこの井戸はとても深いといわれている。

## 天神道
桶川宿から参拝する人がこの神社に足を運ぶためにできた道のことである。桶川宿のはずれから伸びていて、当時の道をたどるとしたら桶川市役所入口交差点から埼玉県道12号川越栗橋線を菖蒲方面に進み、坂田交番前交差点の次にある細い道を左折し、直進するという道のりが当時の天神道に近いものである。
川越栗橋線は主要な道路を連絡する幹線道路であり、一部は4車線の道路になっているため当時の面影はない。しかし坂田交差点の次にある道を左折するとすぐに天神道の道しるべという石碑が現在でも建っていて、そこに書かれている通りに進めば氷川天満神社へとたどり着くことができる。途中に「天神入口」という交差点がある。この交差点は市道どうしの交差点でありながら名称がつけられていて、当時の道の様子を伝えている。しかしこの付近に首都圏中央連絡自動車道の桶川加納ICがあるため、天神道の道しるべから天神入口交差点までが廃道になっている。